# Bovey, Minnesota
Bovey, Minnesota (енгл. Bovey) град је у америчкој савезној држави Минесота.

## Демографија
По попису из 2010. године број становника је 804, што је 142 (21,5%) становника више него 2000. године.
| Група             | 2000.       | 2010.       |
| Белци             | 638 (96,4%) | 745 (92,7%) |
| Афроамериканци    | 0 (0,0%)    | 2 (0,2%)    |
| Азијати           | 1 (0,2%)    | 3 (0,4%)    |
| Хиспаноамериканци | 8 (1,2%)    | 19 (2,4%)   |
| Укупно            | 662         | 804         |